# 九龍灣公園
九龍灣公園（英語：Kowloon Bay Park）位於香港九龍九龍灣啟禮道18號，佔地4.1公頃。第1期於1990年代啟用，第2期於2005年3月30日啟用。

## 主要設施
公園分兩期發展，劃分為三部份。

### 第一期
- 第一期位於啓樂街，設有水池、兒童遊樂場、健身經、籃球場和七人硬地足球場。

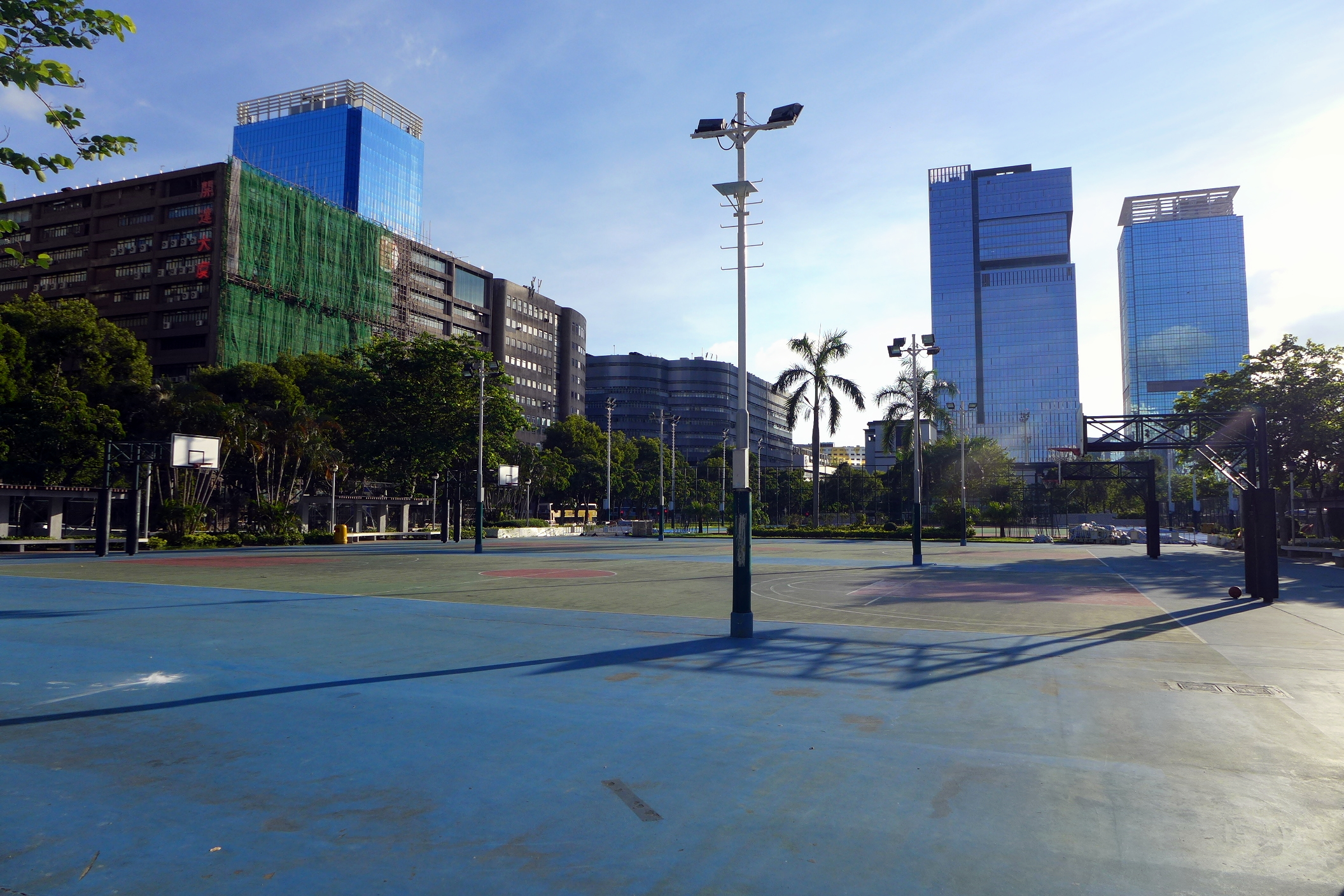
第1期籃球場
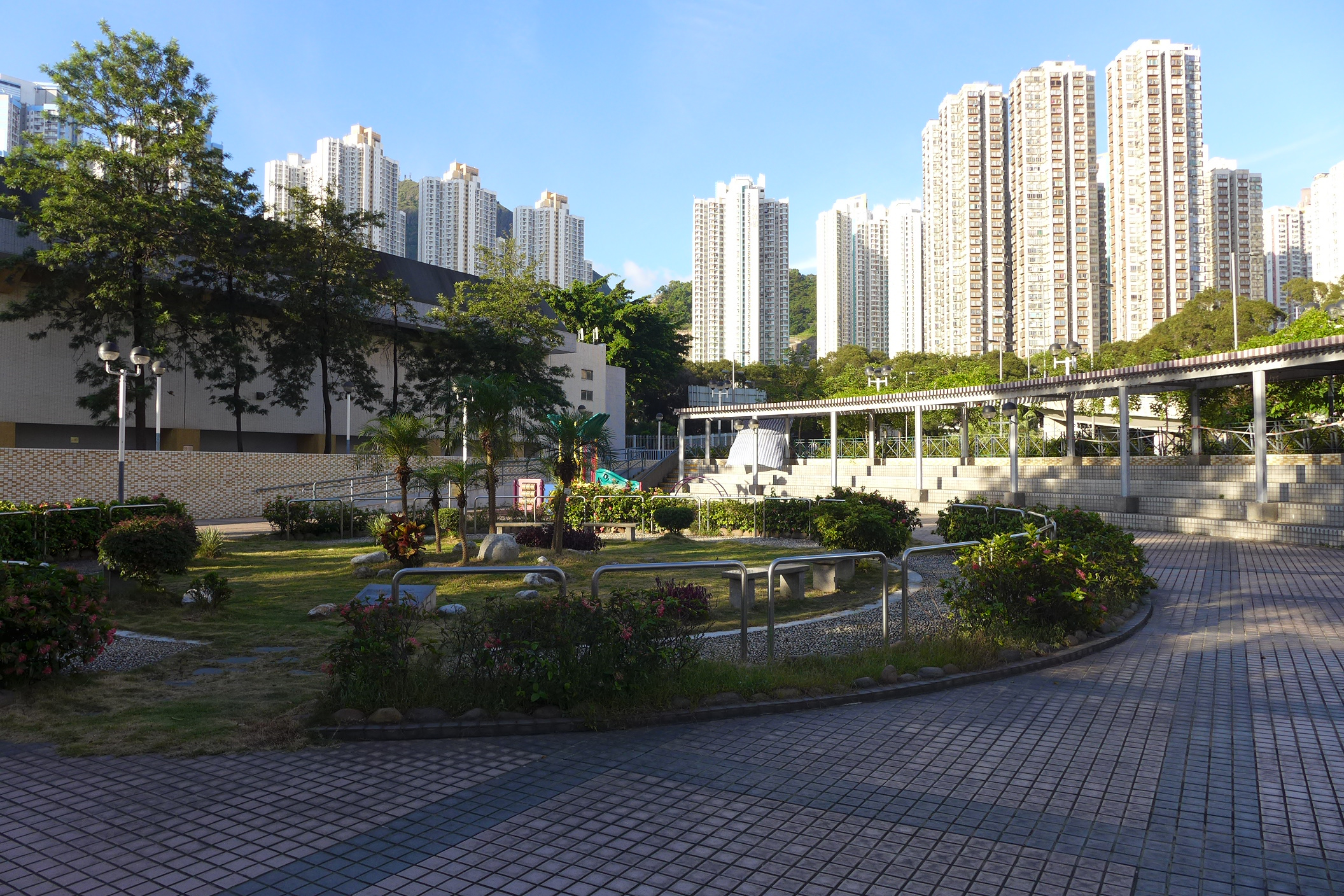
九龍灣公園第1期健身經及兒童遊樂場
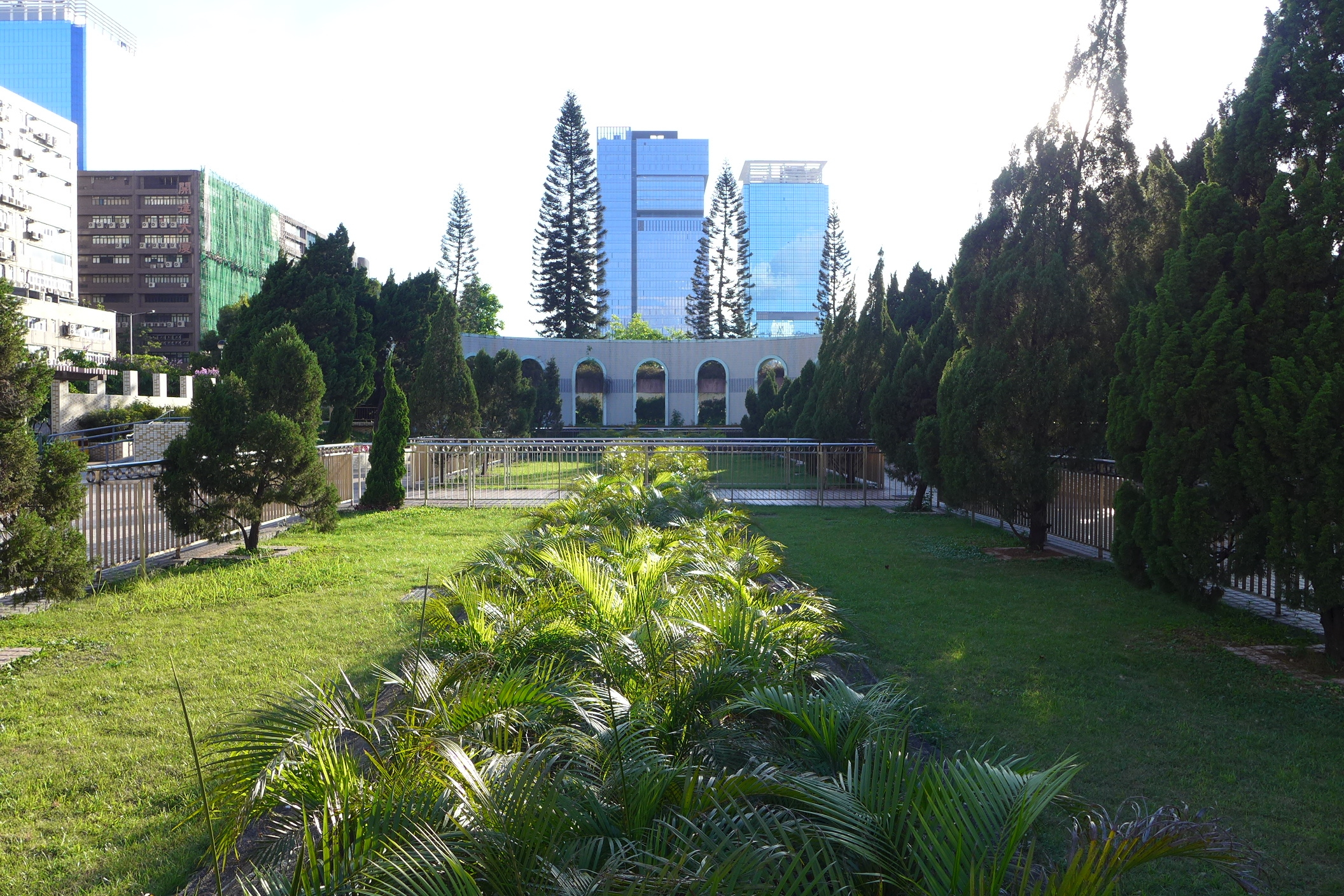
公園第1期內的水池已停用多時，用作擺放花盆，並用鐵欄圍封

### 第二期
- 第二期位於啟禮道，設有：
  - 兒童遊樂場
  - 十一人仿真草球場 - 可用作進行足球及欖球活動，於2005年5月3日啟用。[3]
  - 人造草球場 - 是一個七人人造草球場，於2005年4月1日啟用。[3]
  - 單車場 - 位置鄰近麗晶花園，場內設有一條不銹鋼的單車橋、初學者練習區及單車租賃處，於2005年3月底啟用。

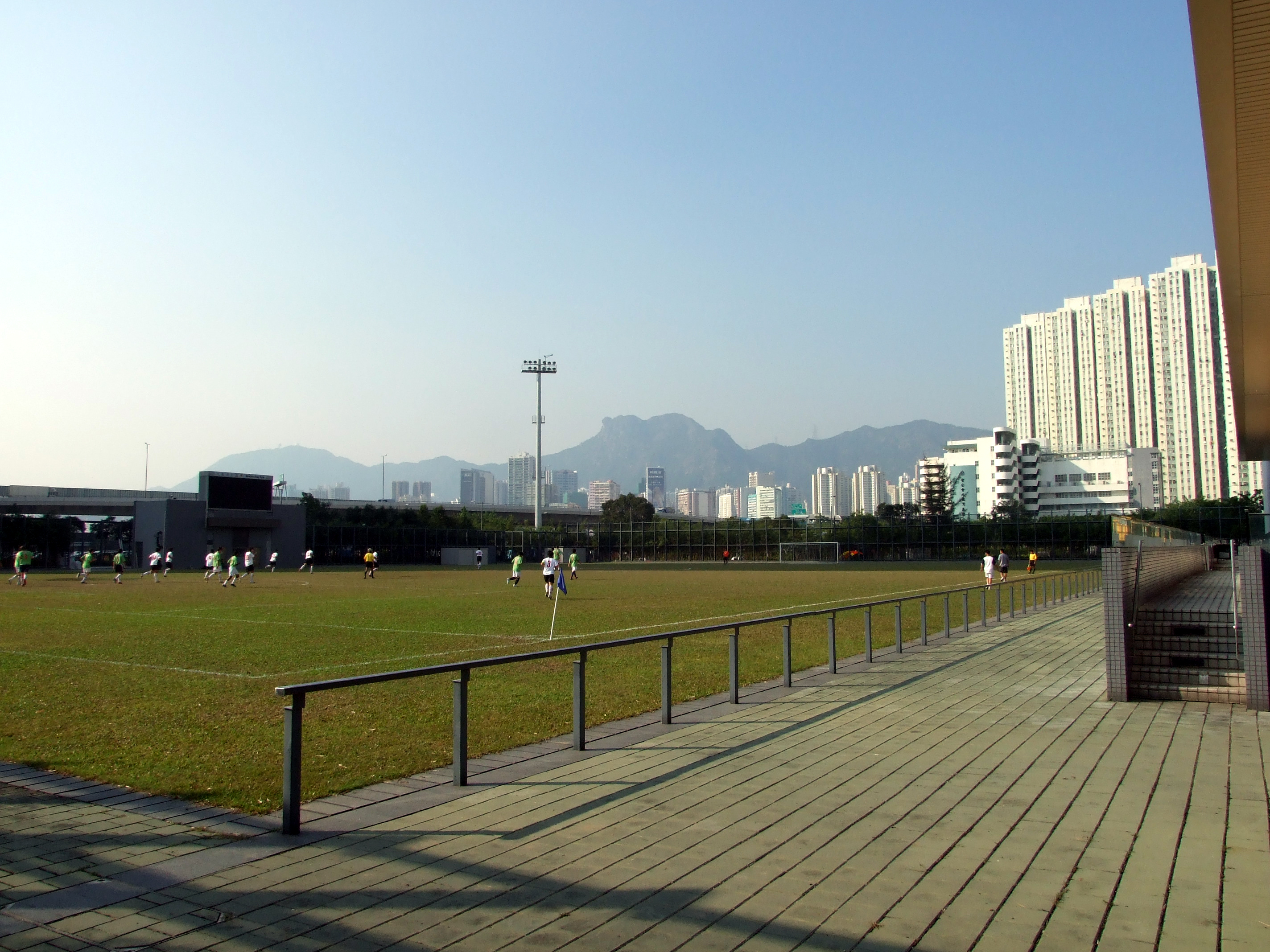
天然草地球場
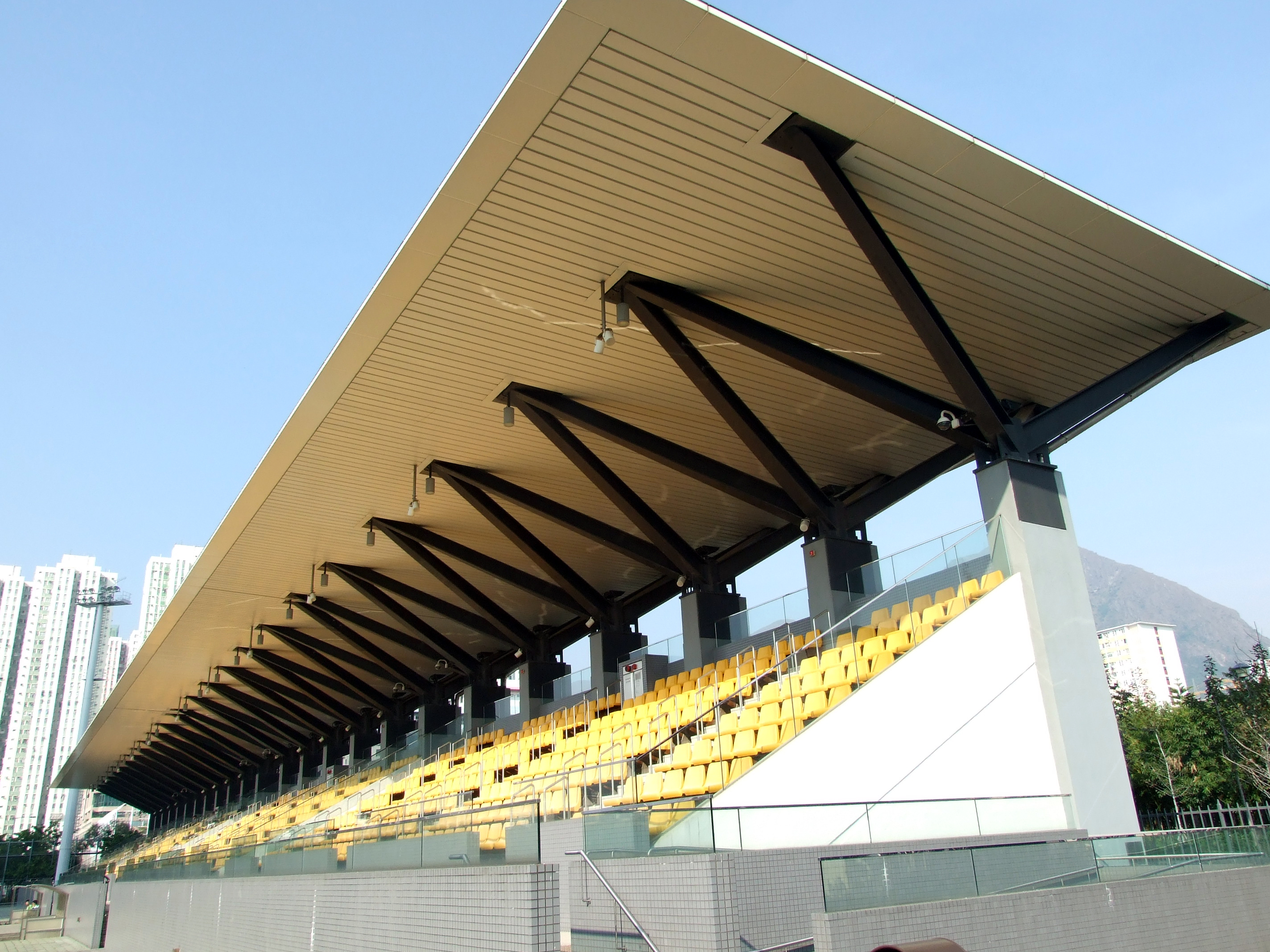
天然草地球場主看台
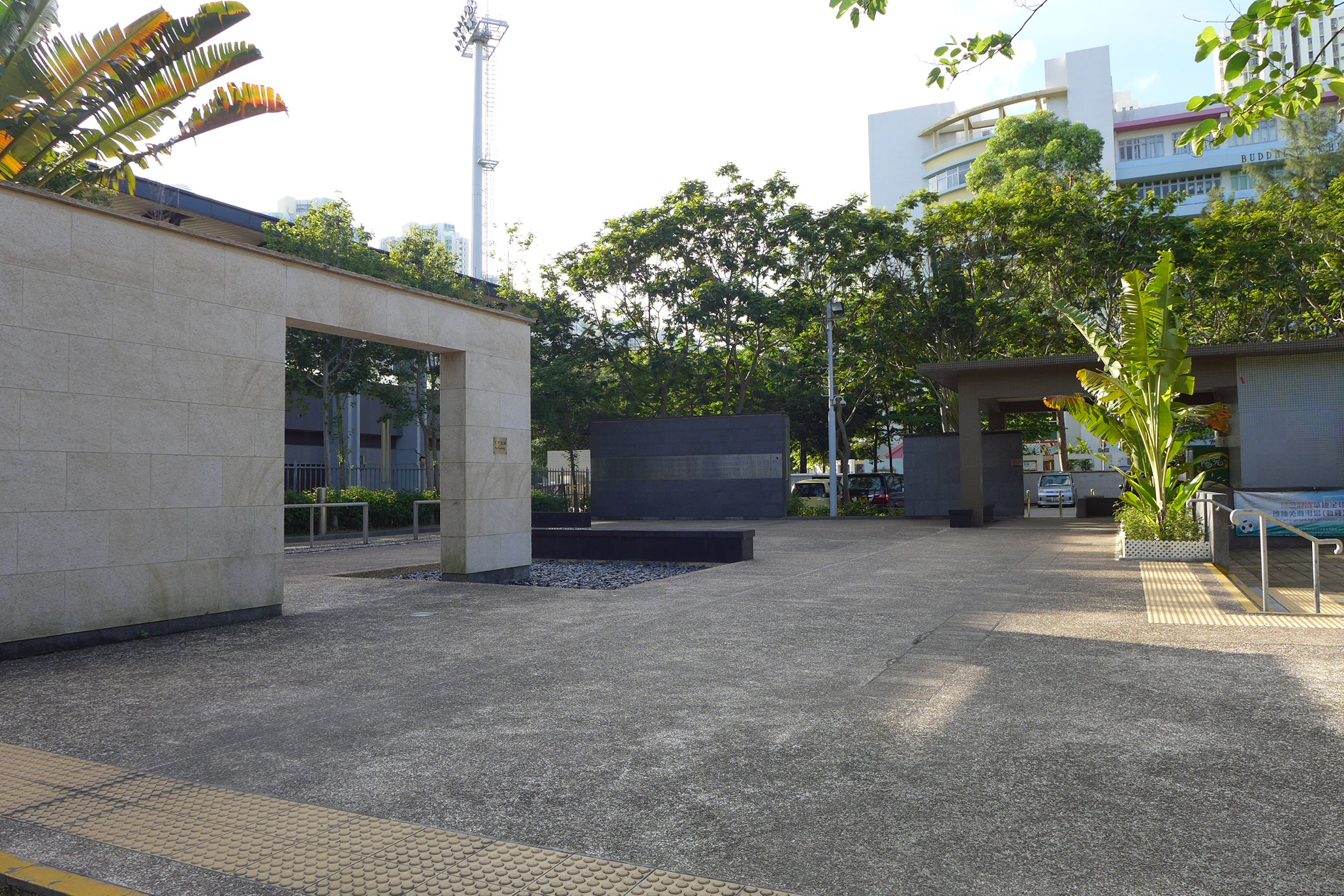
第2期公園
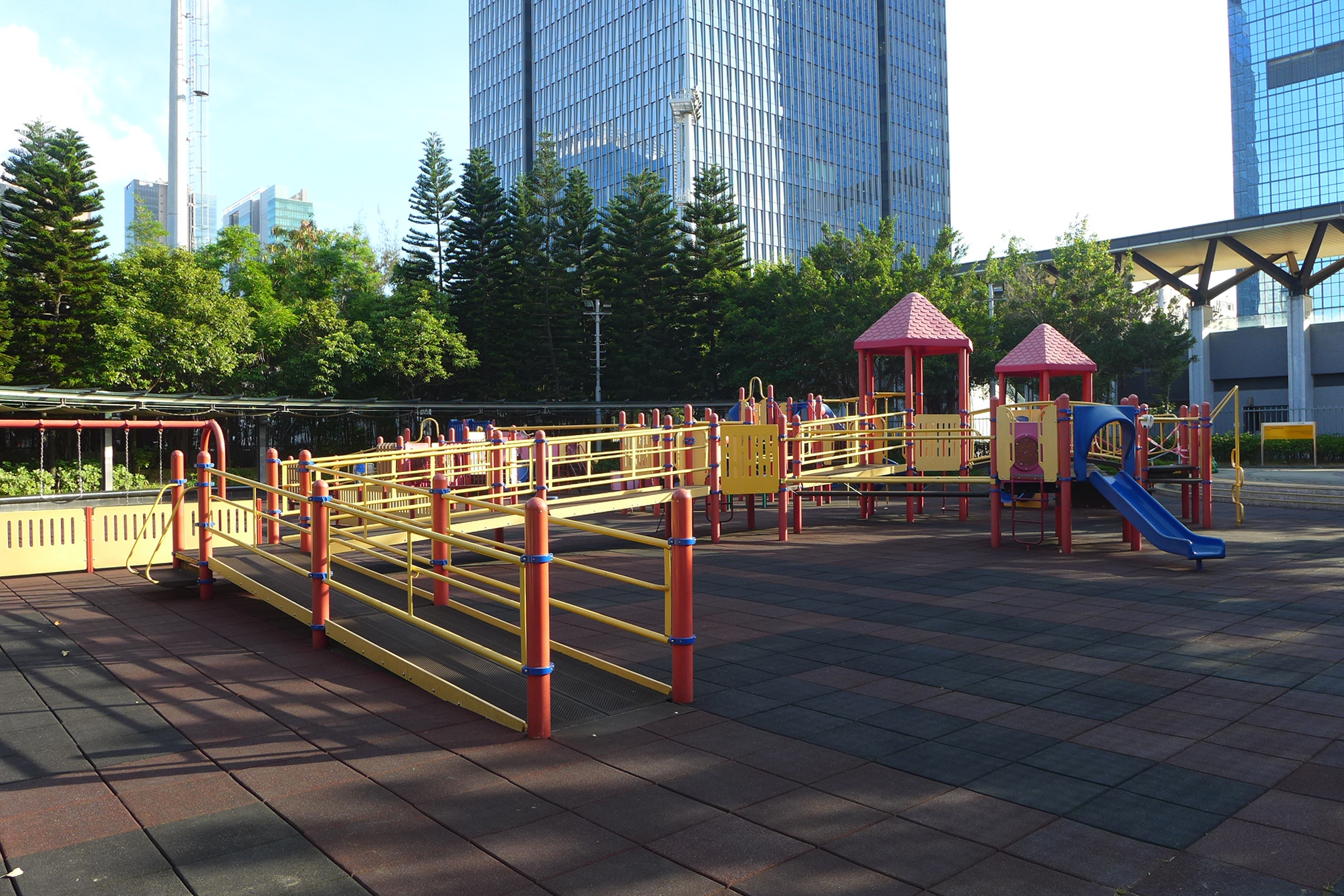
第2期兒童遊樂場

## 大型活動

### 本地足球
2009-2010年度球季，香港足球總會全面試行主客制，愉園體育會和大中足球會獲派九龍灣公園作為主場球場。首場舉行的聯賽於9月11日舉行，主隊愉園以0比4不敵傑志，共有562名球迷入場觀看。然而兩支主場球隊分別於2010年（愉園）及2011年（大中）先後降班。
2011-2012年度球季，應屆的聯賽新軍港菁取代大中進駐九龍灣公園，但球季結束後只能名列尾二，護級失敗並散班。
2014-2015年度球季起，香港超級聯賽球隊標準流浪以九龍灣公園作為主場球場，初期因仿真草質地不佳導致球員受傷，被批評為「殺人球場」。。